# Guaiúba
Guaiúba este un oraș în statul Ceará (CE) din Brazilia.